# 相馬卓弥
相馬 卓弥（そうま たくや、1991年〈平成3年〉7月5日 - ）は、日本のプロバスケットボール選手。宮崎県出身。ポジションはシューティングガード/スモールフォワード。

## 来歴
本郷中学校、宮崎工業高校を経て2010年4月、天理大学に進学。4年生時の2013年関西学生バスケットボールリーグ戦で優勝し、最優秀選手賞を受賞。関西選抜にも選出されている。
2014年1月、bjリーグのアーリーエントリー制度により大阪エヴェッサと契約。2014-15シーズン、リーグ新人賞を受賞した。
2024年12月、福島ファイヤーボンズと契約したことが発表された。
2025年7月、バンビシャス奈良と契約したことが発表された。

## 記録
| シーズン | チーム | GP | GS | MPG  | FG%  | 3P%  | FT%  | RPG | APG | SPG | BPG | TO  | PPG  |
| -------- | ------ | -- | -- | ---- | ---- | ---- | ---- | --- | --- | --- | --- | --- | ---- |
| 2013-14  | 大阪   | 24 |    | 21.0 | .333 | .354 | .778 | 2.1 | 0.9 | 1.1 | 0   | 0.5 | 6.1  |
| 2014-15  | 大阪   | 40 |    | 30.0 | .414 | .379 | .692 | 2.2 | 1.4 | 1.0 | 0.1 | 1.2 | 10.1 |